# Пам'ятник Тарасові Шевченку (Москва)
Пам'ятник Тарасу Григоровичу Шевченку в Москві — пам'ятник українському поетові, письменнику і художнику Тарасу Григоровичу Шевченку в столиці Російської Федерації місті Москва. Після реставрації повернений на попереднє місце 7 березня 2014 року.

## Загальна інформація
Пам'ятник встановлено в центрі міста — на набережній річки Москви імені Тараса Шевченка, поряд з готелем «Україна» (Кутузовський проспект, 2/1).
Автори пам'ятника — скульптори Грицюк М.Я., Синькевич Ю.Л., Фуженко А.С. та архітектори Сницарєв А.П. і Чеканюк Ю.А..
Пам'ятник Тарасу Шевченку в Москві урочисто відкрито 10 червня 1964 року з особистої ініціативи українця та колишнього керівника Української РСР Микити Хрущова, тодішнього Першого секретаря ЦК Компартії СРСР (голови держави).
Вже по розпаду СРСР на замовлення Головного управління охорони пам'ятників міста Москви проводились роботи із відтворення втраченого напису на постаменті (1995 рік) та загальні реставраційні роботи пам'ятника (1999 рік).

## Опис
Пам'ятник являє собою бронзову фігуру поета (заввишки 5,6 м) на пласкому (з підвищенням) гранітному постаменті.
Проєкт пам'ятника Шевченка в Москві — яскравий, експресивний, могутній, відзначається свіжістю, динамічністю, монументальністю. За версією одного з авторів монумента, Юлія Синькевича, загальною ідеєю пам'ятника є «окрилений поет». Динамічність пам'ятника і ця окриленість постаті Тараса Шевченка, не в останню чергу, досягається завдяки оригінальному зовнішньому вигляду поета, а саме — вибору одягу, в якому втілено поета, — сучасної для Тараса Шевченка «шинелі-крилатки». Та й сама постать поета справляє враження не статичної, а такої, що рухається, вростаючи в землю (низький постамент), що, за задумом авторів, мало підкреслити зв'язок поета з народом.

## Історія встановлення
Історія встановлення пам'ятника Тарасу Шевченку в Москві, тодішній столиці СРСР, є доволі суперечливою. Існують версії, що коли радянському керівництву стало відомо, що пам'ятник Тарасу Шевченку в столиці США (тогочасний головний геополітичний та ідеологічний конкурент СРСР) має бути встановлений усередині 1964 року (на його спорудження збирала кошти уся українська еміграція, і подолання багатьох формальностей та перепон на шляху затвердження і встановлення монумента також забрало тривалий час), було ухвалено однозначне рішення про швидке встановлення монумента українському поетові в столиці СРСР. За особистою вказівкою Першого секретаря ЦК Компартії СРСР М. С. Хрущова в терміновому порядку оголосили Всесоюзний конкурс проєктів монумента Т. Г. Шевченку в Москві. У конкурсі з-поміж 35 проєктів-учасників перемогла робота на той час маловідомих українських скульпторів Ю. Синькевича, А. Фуженка, М. Грицюка, яка власне і зробила їх відомими. В результаті московський пам'ятник Тарасові Шевченку з'явився на півмісяця раніше за вашингтонський.
Відомо також, що проти образу Тараса Шевченка, запропонованого авторами московського пам'ятника, тобто Шевченка у шинелі-«крилатці», виступила низка інтелектуалів і представників української інтелігенції, зокрема поети М. Т. Рильський та П. Г. Тичина, адже свідчень, за якими б Тарас Шевченко носив одяг такого крою, не існує. Однак, «окрилений» образ поета було затверджено московським начальством, зокрема особисто Микитою Хрущовим.

## Цікаві факти
- У курортному Миргороді на Полтавщині існує пам'ятник Шевченкові-копія московського, виготовлений як дипломна робота групою студентів Миргородського керамічного технікуму і встановлений у 1971 році.
- У місті Старобільськ, Луганської області, також існує копія московського пам'ятника Шевченкові.
- 1964 року також було встановлено пам'ятник-близнюк на вулиці Шухова.

## Галерея

Пам'ятник Тарасу Шевченку в Москві
Фрагмент пам'ятника
Фрагмент пам'ятника